# Выборы в Архангельское областное собрание депутатов (2018)
Выборы депутатов Архангельского областного собрания депутатов седьмого созыва состоялись в Архангельской области (включая Ненецкий автономный округ) в единый день голосования 9 сентября 2018 года. В этот же день в Архангельской области прошли выборы представительных органов власти (по смешанной избирательной системе) в муниципальных образованиях, в том числе в городскую думу Архангельска, в представительные органы в Котласе, Верхнетоемском, Няндомском, Вилегодском, Красноборском, Мезенском, Приморском, Холмогорском и Устьянском районах. 9 сентября 2018 г. также прошли также выборы в Собрание депутатов Ненецкого автономного округа.
Выборы состоялись по смешанной избирательной системе: из 47 депутатов 23 депутата избрались по партийным спискам (пропорциональная система), а ещё 24 депутата — по одномандатным округам (мажоритарная система). Для попадания в Собрание депутатов по пропорциональной системе партиям было необходимо преодолеть 7 % барьер. Партии, набравшие на выборах от 5 % до 7 %, получают по 1 мандату. Срок полномочий Собрание депутатов шестого созыва — пять лет.
На 1 июля 2018 года в Архангельской области было зарегистрировано 910 460 избирателей. Средняя норма представительства избирателей на один депутатский мандат — 40 458 человек.
Председатель избирательной комиссии Архангельской области Андрей Контиевский 3 августа 2018 года сообщил, что Избирательная комиссия Архангельской области зарегистрировала для участия на выборах 6 политических партий: «Единая Россия», «Справедливая Россия», КПРФ, ЛДПР, «Коммунистическая партия Коммунисты России», «Родина». Ранее областной избирком отказал в регистрации списка кандидатов от партии «Яблоко», так как её представители не смогли вовремя подать необходимые документы, в том числе подписные листы с подписями избирателей.
Во время выборов в Архангельске прошла акция протеста против пенсионной реформы в России.

## Участники
По одномандатным округам кандидаты от Единой России выдвигались в 23 из 24 округов (кроме 20 округа), от ЛДПР — в 23 из 24 округов (кроме 2 округа), от Родины — в 20 округах, от Справедливой России — в 19, от КПРФ — в 17. В 11 (Северодвинск) и 22 (Онежский и Приморский районы) округах кандидатам от Яблока было отказано в регистрации на выборы. На выборах кандидаты-самовыдвиженцы были только в 17, 19 и 20 округах.
До голосования по спискам были допущены 6 партий:
- Коммунисты России (Сурайкин, Перевязкин, Новосёлова)
- КПРФ (Новиков[9], Виноградов, Кулаков)
- Единая Россия (Орлов, Фортыгин, Власова)
- ЛДПР (Жириновский, Арсентьев, Сергеева)
- Родина (Павел Палкин[10])
- Справедливая Россия (Епифанова, Чиркова)

## Избирательные округа

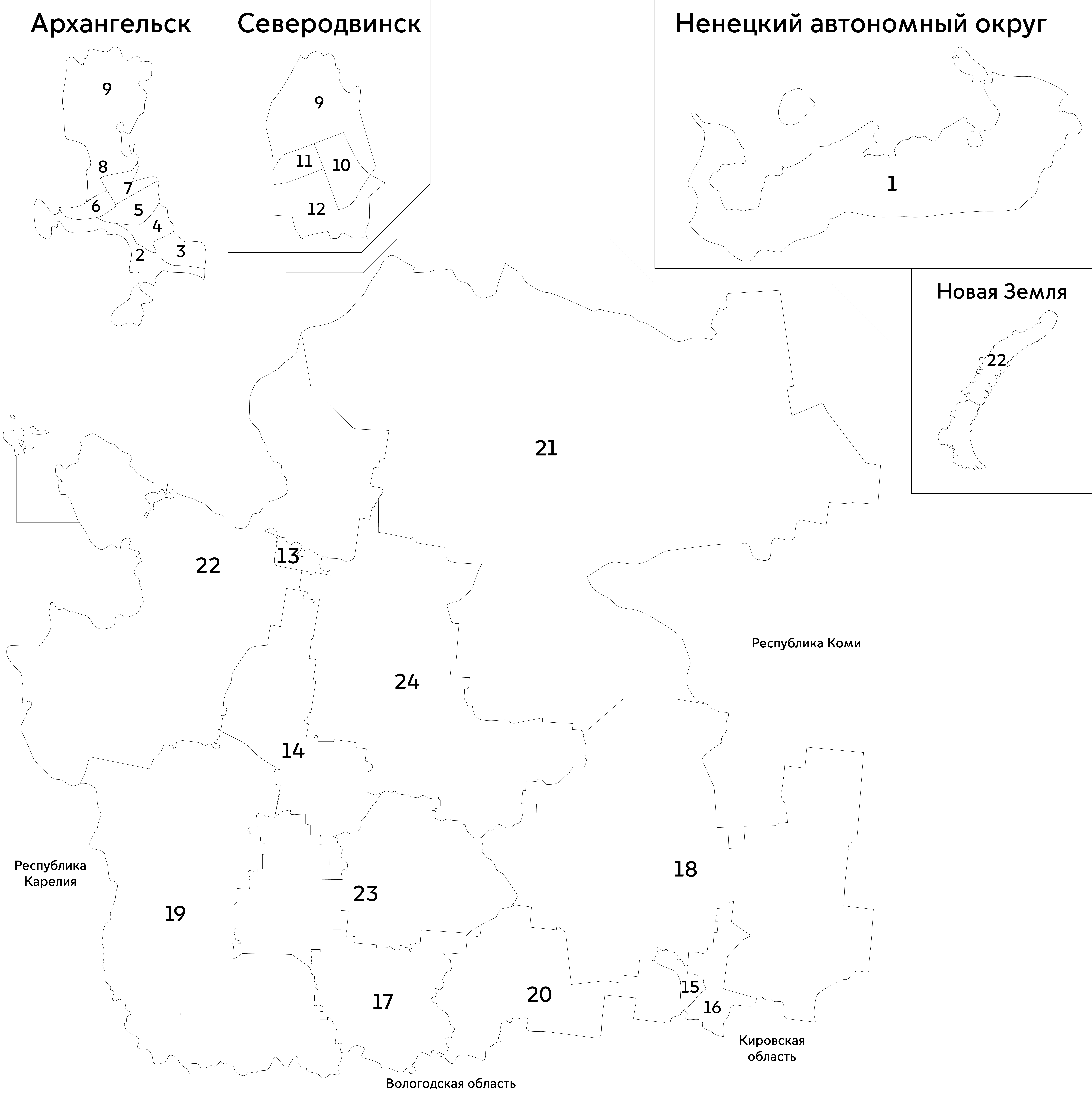
Карта одномандатных избирательных округов

Для выборов в АОСД Архангельская область была поделена на 24 одномандатных округа, в том числе 1 округ — Ненецкий автономный округ, 2-8 округа — город Архангельск, 9-12 округа — город Северодвинск. Нормой представительства была названа цифра в 1 депутат на 40458 избирателей.
| Одномандатные избирательные округа Архангельской области | Одномандатные избирательные округа Архангельской области | Одномандатные избирательные округа Архангельской области | Одномандатные избирательные округа Архангельской области |
| ОИО                                                      | Районы и города | Районы и города | Избирателей                                              |
| -------------------------------------------------------- | --- | --- | -------------------------------------------------------- |
| 1                                                        | Ненецкий автономный округ | Ненецкий автономный округ | 33530                                                    |
| 2                                                        | Архангельск | Цигломенский и Исакогорский округа, часть Варавино-Фактория округа, о. Краснофлотский                                                                                    | 38458                                                    |
| 3                                                        | Архангельск | Часть округов Варавино-Фактория и Майская Горка | 37260                                                    |
| 4                                                        | Архангельск | Часть округов Майская Горка и Ломоносовский | 37487                                                    |
| 5                                                        | Архангельск | Часть округов Ломоносовский и Октябрьский, Кегостров | 42263                                                    |
| 6                                                        | Архангельск | Октябрьский округ | 38124                                                    |
| 7                                                        | Архангельск | Октябрьский округ и часть Соломбальского округа | 37774                                                    |
| 8                                                        | Архангельск | Северный и Маймаксанский округа, часть Соломбальского округа | 43497                                                    |
| 9                                                        | Северодвинск | О. Ягры; Нёнокса, Сопка, 5-й км, ст. Рикасиха, часть «старого города» | 37387                                                    |
| 10                                                       | Северодвинск | Центр города, «новый город» | 37691                                                    |
| 11                                                       | Северодвинск | «Новый город» | 36842                                                    |
| 12                                                       | Северодвинск | Ст. Уйма; Белое Озеро, Палозеро, Зелёный Бор, Таборы, Волость, Лахта, Солза; «Кварталы»                                                                                  | 40078                                                    |
| 13                                                       | Новодвинск, сельские поселения Заостровское, Катунинское, Лисестровское и Приморское Приморского района                                                                  | Новодвинск, сельские поселения Заостровское, Катунинское, Лисестровское и Приморское Приморского района                                                                  | 41908                                                    |
| 14                                                       | ЗАТО Мирный, поселения Обозерское, Плесецкое, Савинское, Североонежское, Емцовское, Пуксоозерское, Тарасовское, Ярнемское Плесецкого района                              | ЗАТО Мирный, поселения Обозерское, Плесецкое, Савинское, Североонежское, Емцовское, Пуксоозерское, Тарасовское, Ярнемское Плесецкого района                              | 44278                                                    |
| 15                                                       | Котлас, кроме южной части города, Городка 8, Вычегодского, деревень Свининская и Слуда                                                                                   | Котлас, кроме южной части города, Городка 8, Вычегодского, деревень Свининская и Слуда                                                                                   | 44390                                                    |
| 16                                                       | Коряжма, Черёмушское поселение Котласского района, Городок 8, Вычегодский, деревни Свининская и Слуда, улица Байка Котласа                                               | Коряжма, Черёмушское поселение Котласского района, Городок 8, Вычегодский, деревни Свининская и Слуда, улица Байка Котласа                                               | 43130                                                    |
| 17                                                       | Вельский район | Вельский район | 44222                                                    |
| 18                                                       | Верхнетоемский, Вилегодский, Красноборский и Ленский районы | Верхнетоемский, Вилегодский, Красноборский и Ленский районы | 47964                                                    |
| 19                                                       | Каргопольский, Коношский, поселения Кенозерское, Коневское, Оксовское, Ундозерское, Федовское Плесецкого района                                                          | Каргопольский, Коношский, поселения Кенозерское, Коневское, Оксовское, Ундозерское, Федовское Плесецкого района                                                          | 44410                                                    |
| 20                                                       | Устьянский и Котласский районы, кроме Черёмушского поселения, южная часть Котласа                                                                                        | Устьянский и Котласский районы, кроме Черёмушского поселения, южная часть Котласа                                                                                        | 43057                                                    |
| 21                                                       | Лешуконский, Мезенский и Пинежский районы | Лешуконский, Мезенский и Пинежский районы | 40310                                                    |
| 22                                                       | Онежский район и поселения Боброво-Лявленское, Островное, Пертоминское, Соловецкое, Талажское, Уемское Приморского района; Земля Франца-Иосифа, о. Виктория, Новая Земля | Онежский район и поселения Боброво-Лявленское, Островное, Пертоминское, Соловецкое, Талажское, Уемское Приморского района; Земля Франца-Иосифа, о. Виктория, Новая Земля | 42354                                                    |
| 23                                                       | Няндомский и Шенкурский районы | Няндомский и Шенкурский районы | 37092                                                    |
| 24                                                       | Виноградовский и Холмогорский районы, поселения Самодедское и Холмогорское Плесецкого района                                                                             | Виноградовский и Холмогорский районы, поселения Самодедское и Холмогорское Плесецкого района                                                                             | 37475                                                    |

## Социология
| Дата               | Источник | ЕР    | ЛДПР  | КПРФ  | СР    | Родина | КР   | Испорчу бюллетень | Не пойду на выборы | Затрудняюсь ответить |
| ------------------ | -------- | ----- | ----- | ----- | ----- | ------ | ---- | ----------------- | ------------------ | -------------------- |
|                    |          |       |       |       |       |        |      |                   |                    |                      |
| 27-30 августа 2018 | ВЦИОМ    | 28.7% | 19.0% | 13.2% | 10.5% | 1.3%   | 1.1% | 1.2%              | 9.9%               | 15.1%                |

## Результаты
| Партия                     | Партия                     | по единому округу | по единому округу | по единому округу | по единому округу | по единому округу | по одно- мандатным округам | по одно- мандатным округам | всего | всего | всего   | всего    |
| Партия                     | Партия                     | Голоса            | %                 | +/-               | Мест              | +/-               | Мест                       | +/-                        | Мест  | +/-   | %       | +/-      |
| -------------------------- | -------------------------- | ----------------- | ----------------- | ----------------- | ----------------- | ----------------- | -------------------------- | -------------------------- | ----- | ----- | ------- | -------- |
|                            | «Единая Россия»            | 87 410            | 31,59 %           | ▼9,10 %           | 9                 | ▼9                | 16                         | ▼9                         | 25    | ▼18   | 53,19 % | ▼16,16 % |
|                            | ЛДПР                       | 64 897            | 23,45 %           | ▲11,15 %          | 6                 | ▲2                | 3                          | ▲3                         | 9     | ▲5    | 19,15 % | ▲12,70 % |
|                            | КПРФ                       | 52 074            | 18,82 %           | ▲5,94 %           | 5                 | ▬0                | 2                          | ▲1                         | 7     | ▲1    | 14,89 % | ▲5,21 %  |
|                            | «Справедливая Россия»      | 41 684            | 15,06 %           | ▲4,60 %           | 3                 | ▬0                | 2                          | ▬0                         | 5     | ▬0    | 10,64 % | ▲2,58 %  |
|                            |                            |                   |                   |                   |                   |                   |                            |                            |       |       |         |          |
|                            | «Коммунисты России»        | 11 163            | 4,03 %            | ▲2,40 %           | 0                 | ▬0                |                            |                            | 0     | ▬0    | 0 %     | ▬0 %     |
|                            | «Родина»                   | 10 281            | 3,72 %            | ▼2,46 %           | 0                 | ▼1                | 0                          | ▼1                         | 0     | ▼2    | 0 %     | ▼3,23 %  |
|                            | Самовыдвижение             |                   |                   |                   |                   |                   | 1                          | ▬0                         | 1     | ▬0    | 2,13 %  | ▲0,52 %  |
| Действительные бюллетени   | Действительные бюллетени   | 267 509           | 96,68 %           | ▲1,12 %           |                   |                   |                            |                            |       |       |         |          |
| Недействительные бюллетени | Недействительные бюллетени | 9193              | 3,32 %            | ▼1,12 %           |                   |                   |                            |                            |       |       |         |          |
| Всего                      | Всего                      | 276 702           | 100 %             | —                 | 23                | ▼8                | 24                         | ▼7                         | 47    | ▼15   | 100 %   | —        |
|                            |                            |                   |                   |                   |                   |                   |                            |                            |       |       |         |          |
| Явка                       | Явка                       | 276 702           | 29,33 %           | ▲4,22 %           |                   |                   |                            |                            |       |       |         |          |
| Общее число избирателей    | Общее число избирателей    | 943 538           |                   |                   |                   |                   |                            |                            |       |       |         |          |